# حيدر أباد (خوي)
حيدر أباد هي قرية في مقاطعة خوي، إيران. يقدر عدد سكانها بـ 177 نسمة بحسب إحصاء 2016.